# Cozumelwasbeer
De Cozumelwasbeer (Procyon pygmaeus) is een roofdier uit de familie van de wasberen (Procyonidae). De wetenschappelijke naam van de soort werd in 1901 gepubliceerd door Clinton Hart Merriam.

## Verspreiding
Het is een bedreigde diersoort die alleen op het Mexicaanse eiland Cozumel in de Caribische Zee leeft. 
De Cozumelwasbeer is kleiner dan de verwante wasbeer (Procyon lotor), die op het vasteland van Mexico leeft.

## Kenmerken
De Cozumelwasbeer weegt slechts 3–4 kilogram. 

## Bedreigingen
Verlies van habitat en predatie door geïntroduceerde roofdieren als de boa constrictor vormen de grootste bedreigingen voor deze soort. 